# Waldo (Wisconsin)
Waldo – wieś w Stanach Zjednoczonych, w stanie Wisconsin, w hrabstwie Sheboygan.